# Museo di Casal de' Pazzi
Il museo di Casal de' Pazzi è un'area archeologica di Roma; si trova nel settore nordorientale della città, nei pressi del fiume Aniene tra via Nomentana e via Tiburtina.
La struttura museale ricopre parte di un deposito pleistocenico ed è aperta continuativamente al pubblico dal 30 marzo 2015.

## Storia
Nel 1981, a seguito di lavori effettuati per l'urbanizzazione del quartiere di Casal de' Pazzi, non lontano da Ponte Mammolo, fu identificato un importante deposito di origine fluviale riferibile al Pleistocene medio. Il deposito si estendeva su una superficie di circa 1200 m² ed era costituito da sabbie e ghiaie, in massima parte di origine vulcanica, che colmavano un tratto dell'alveo di un antico fiume. Questo aveva inciso, con lo scorrere delle sue acque, il banco tufaceo prodotto dall'attività del vicino Vulcano Laziale, allora attivo, e datato a circa 366.000 anni fa.
Il giacimento, riferibile allo stadio isotopico 7 (circa 200.000 anni fa), è eccezionalmente ben conservato e costituisce l'ultima testimonianza di una straordinaria serie di depositi pleistocenici che costellavano la bassa valle dell'Aniene, andati distrutti dall'avanzare della città. Esso ci permette, nel pieno della città moderna, di immaginare un paesaggio preistorico scomparso, con le sue grandi faune, gli antichi vulcani e i gruppi di uomini cacciatori-raccoglitori.

## Fauna

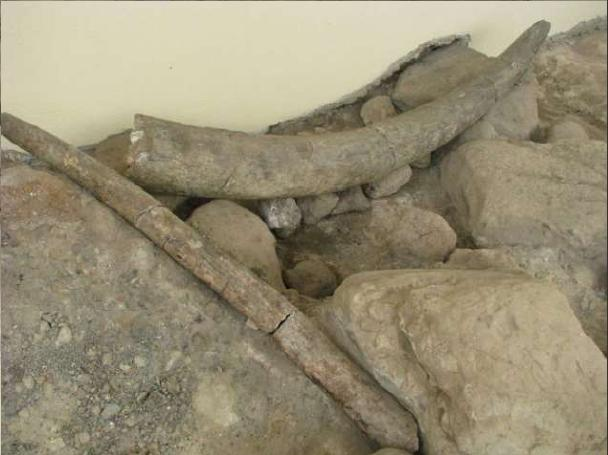
reperti faunistici ricollocati in loco

Nel deposito furono scoperti oltre 2000 reperti faunistici caratteristici di condizioni climatiche tendenzialmente temperate ed umide.
Sono state rinvenute numerose ossa di [vertebrati], attribuibili per lo più a mammiferi ed uccelli. L'insieme faunistico nel suo complesso è costituito in parte da animali oggi estinti e da specie che non possono essere più individuate nel territorio laziale o più in generale in quello italiano, a causa delle diverse condizioni climatiche e ambientali attuali. Gli animali che ricorrono con maggiore frequenza sono l'elefante antico (Elephas antiquus) di cui sono state rinvenute una trentina di zanne, la più grande delle quali raggiunge i 3,50 m di lunghezza; il rinoceronte (Dicerorhinus sp.), l'ippopotamo (Hippopotamus amphibius), l'uro (Bos primigenius), il cervo elafo (Cervus elaphus), la iena (Crocuta crocuta), il lupo (Canis lupus) e il cavallo (Equus sp.). 
Completano l'insieme quattro specie di uccelli acquatici, l'oca lombardella (Anser albifrons), il fischione (Anas penelope), il canapiglia (Anas strepera) e l'alzavola (Anas crecca).

## Flora
Nel giacimento sono state rinvenute foglie fossili di Zelkova crenata. Si tratta di una grande pianta che può raggiungere anche i 30 metri di altezza; ha un tronco liscio e breve e numerosi rami eretti che partono da un punto di origine comune. Le foglie sono ovoidali e grossolanamente dentate ai margini.
Oggi diffusa nei territori intorno al Mar Nero ed al Mar Caspio, durante il Pleistocene medio era abbondantemente presente anche nella penisola italiana.

## Industria litica
L'industria litica, che rappresenta l'insieme di oggetti e manufatti prodotti ed usati dall'uomo al fine di rispondere a necessità di differente natura (es. procacciamento, preparazione del cibo, lavorazione delle pelli animali, operazioni di taglio e foratura, ecc.), è costituita da più di 1.500 oggetti. La presenza di tali resti nel deposito non è direttamente riconducibile a delle azioni umane determinabili, bensì è il risultato del trasporto di questi da parte della corrente. 
Nel complesso l'industria su pietra del sito di Casal de' Pazzi è attribuibile al Paleolitico medio e presenta caratteristiche affini all'industria Musteriana, che caratterizzò successivamente la produzione dell'uomo di Neanderthal nel Paleolitico medio della Pianura Pontina. Altissima è la frequenza di raschiatoi, denticolati ed intaccature mentre grattatoi, punte, punteruoli sono molto meno abbondanti.

## Resti umani
Nel giacimento è stato rinvenuto un frammento di parietale destro attribuibile al genere Homo. Il frammento venne scoperto nel 1983, sotto uno dei blocchi di tufo del deposito fluviale. Pur non permettendo quest'unico resto umano un'attribuzione tassonimica precisa, il confronto con altri resti craniali, come quelli di Saccopastore (Roma) e di Petralona (Grecia), hanno permesso di evidenziare caratteristiche definite come preneandertaliane, anche se la datazione del sito porterebbe a presumere una presenza neantertaliana vera e propria, stando ai dati noti sulla diffusione di questa specie in Europa.
Il sito di Casal de' Pazzi presenta numerose affinità nell'industria litica e nella composizione faunistica con altri due siti dell'area romana posti lungo la bassa valle dell'Aniene: Monte delle Gioie e Sedia del Diavolo. Entrambi i complessi risultano oggi scomparsi a causa dell'intenso intervento antropico che ha avuto luogo nel corso dello scorso secolo ed inoltre sono stati recentemente datati allo Stadio Isotopico 9 (circa 300.000 anni fa).; il deposito conservato nel Museo di Casal de' Pazzi rappresenta oggi l'unico sito visibile dei molti siti scomparsi della Bassa valle dell'Aniene.

## Galleria d'immagini

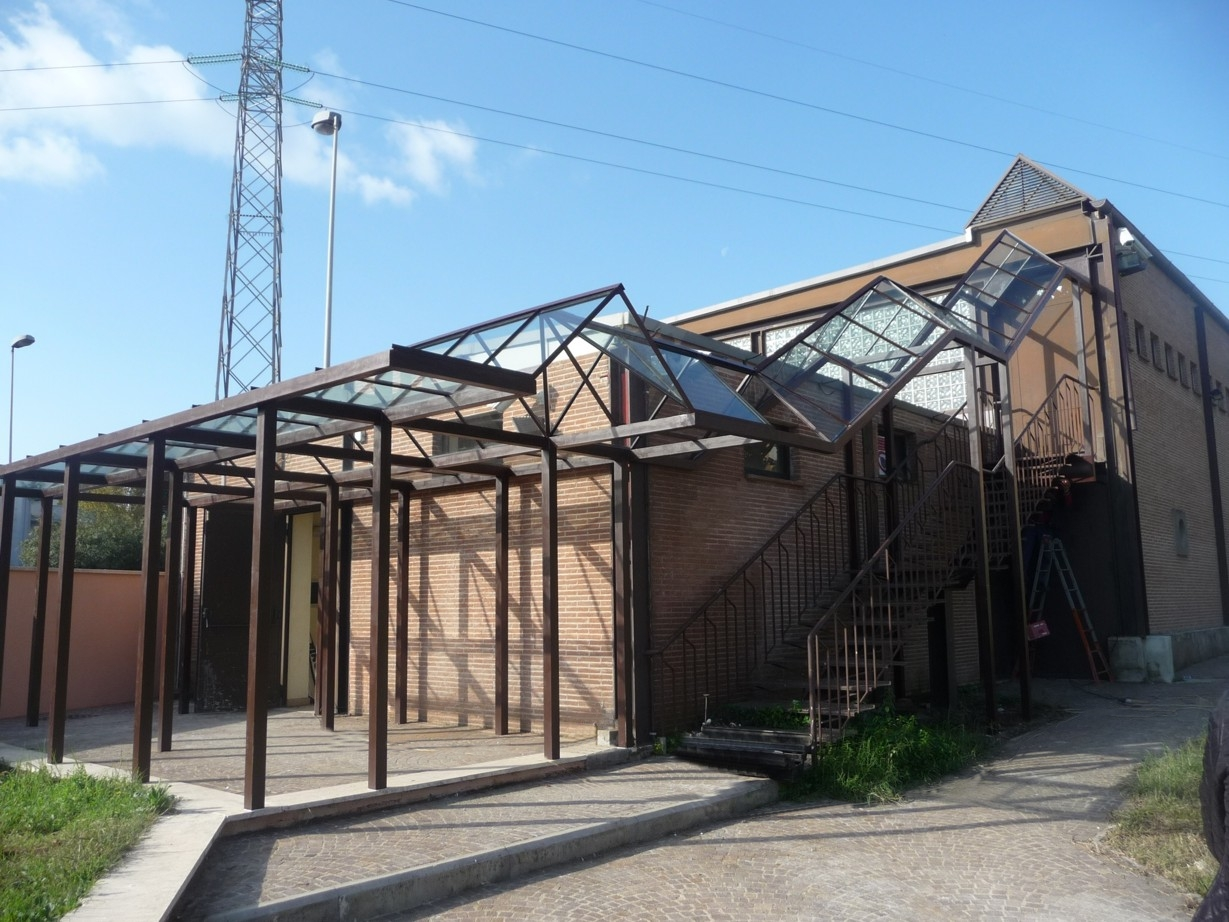
Ingresso del Museo
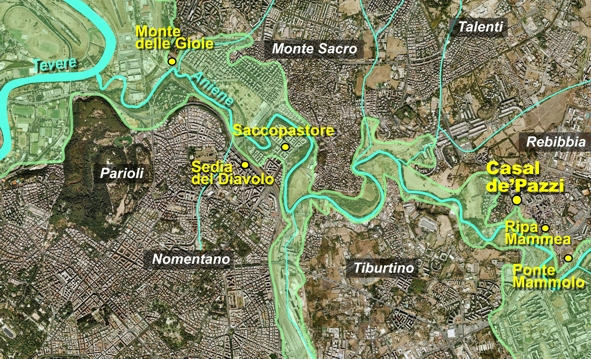
Localizzazione del giacimento di Casal de' Pazzi e degli altri siti paleolitici scomparsi
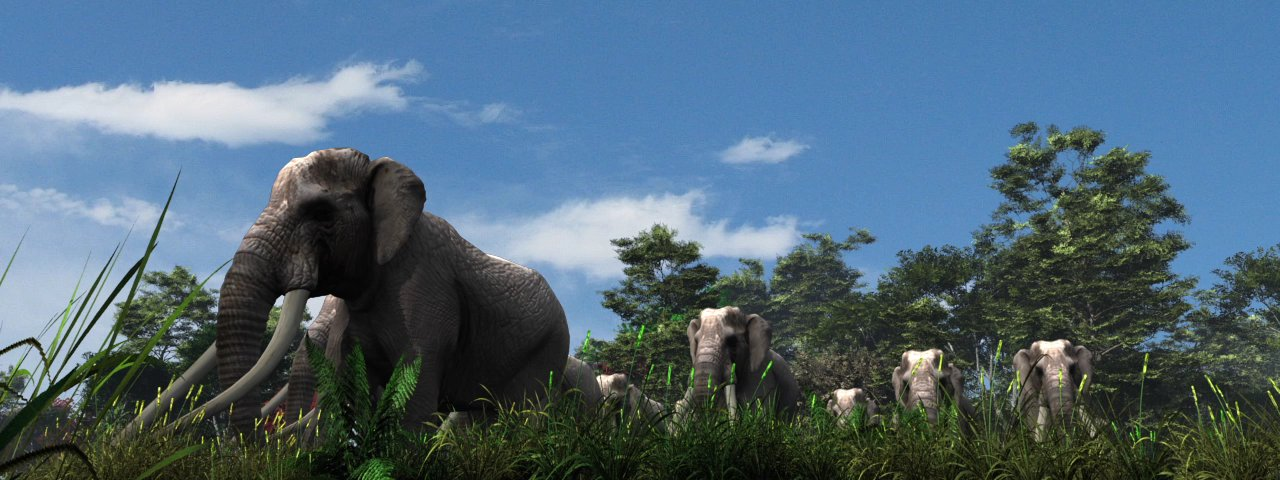
Ricostruzione dell'ambiente lungo il fiume Aniene nel Pleistocene medio (CNR-ITABC)